# 튀르키예의 코로나19 범유행
다음은 터키에서의 코로나19 범유행에 관한 설명이다.

## 경과

### 3월
2020년 3월 11일, 튀르키예에서 첫 사례가 나왔다. 첫 확진자는 유럽 여행을 하고 돌아온 터키 남성이다.

### 12월
12월 12일, 하루 확진자가 120만명이 늘어나는 일이 발생했다. 이 이유는 그동안 무증상 감염자를 포함하지 않다가 포함하게 되면서 그동안 발생한 모든 무증상 감염자가 포함되었기 때문이다.

### 2021년 1월
1월 14일, 코로나19 백신을 접종하기 시작하였다.

## 같이 보기
- 북키프로스의 코로나19 범유행
- 유럽의 코로나19 범유행
- 나라별 코로나19 범유행